# Konrad Lomb
Konrad Lomb (* 21. Dezember 1804 in Fulda; † 26. Juni 1862 ebenda) war ein deutscher römisch-katholischer Geistlicher, Domdechant und Moraltheologe.

## Leben
Nach dem Abitur am Gymnasium Fulda absolvierte Konrad Lomb ein Studium der Theologie am Priesterseminar Fulda und erhielt am 7. Februar 1828 die Priesterweihe. Er war als Kaplan in Rasdorf und in der Stadtpfarrei in Fulda tätig, bevor er 1832 am Priesterseminar in Fulda einen Lehrauftrag für Hermeneutik und neutestamentliche Exegese erhielt.
Dieses Fachgebiet beschäftigt sich mit der konkreten Auslegung eines bestimmten neutestamentlichen Textes.
1834 übernahm er das Amt des Ordensoberen für den neu gegründeten Orden der Genossenschaft der Barmherzigen Schwestern vom hl. Vinzenz von Paul.
Mit diesem Amt verbunden war die Vertretung der Interessen des Ordens gegenüber der Regierung; er war zugleich Förderer des Ordens beim Auf- und Ausbau des Mutterhauses in Fulda und Initiator und Unterstützer zahlreicher Filialgründungen im Osthessischen Raum und der Rhön.
Er gehörte dem Domkapitel an und stand diesem als Domdechant nach innen vor, während die Vertretung des Domkapitels nach außen dem Dompropst oblag.
1836 promovierte er an der Theologischen Fakultät der Julius-Maximilians-Universität Würzburg mit der Dissertation De librorum N.T. deuterocanonicorum authentia zum Dr. theol. und übernahm die Professur für Moral am Priesterseminar in Fulda.

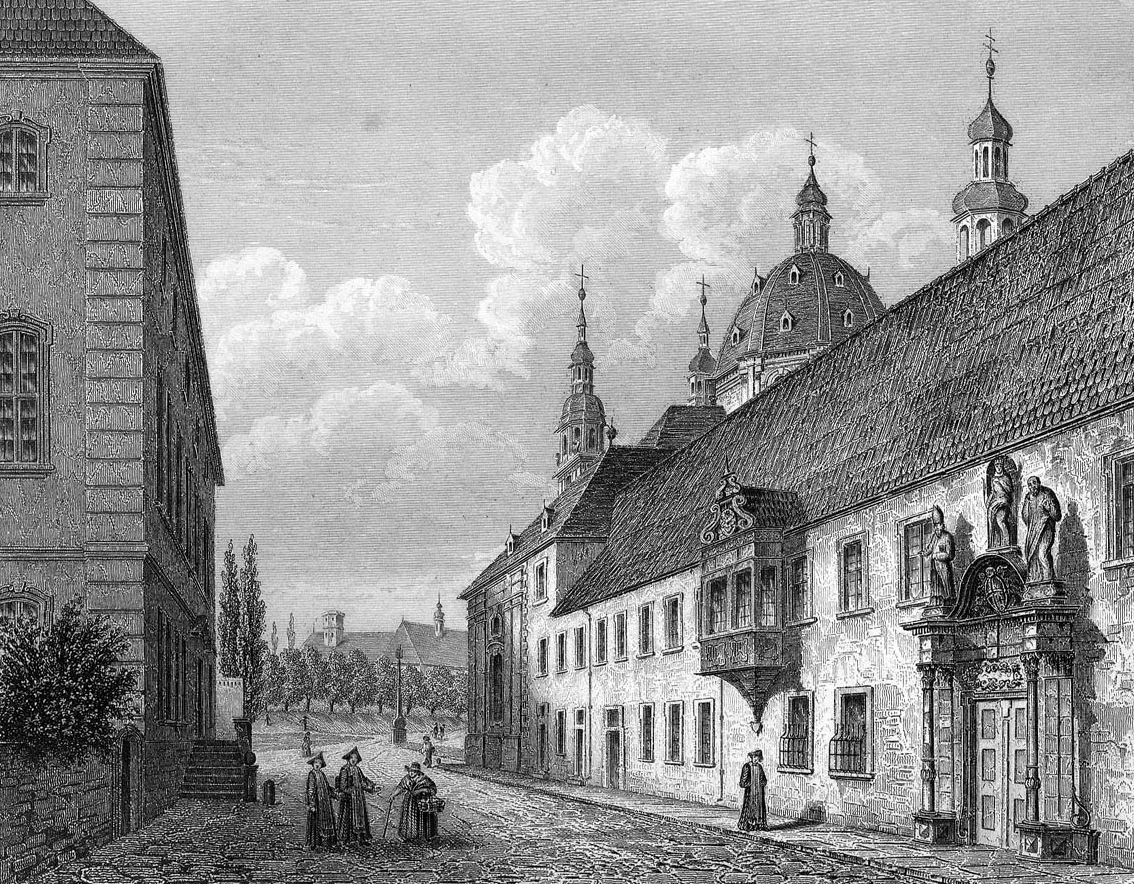
Priesterseminar Fulda im Jahre 1850

1851 wurde er mit dem Ehrentitel Geistlicher Rat ausgezeichnet und 1860 auf eigenen Wunsch aus seinem Amt als Superior entlassen.
Auf dem Domherrenfriedhof Fulda fand er seine letzte Ruhestätte.

## Schriften (Auswahl)
- 1843 Commentarius in Epistolam ad Hebraeo
- 1844 Christkatholische Moral
- 1847 Biblische Hermeneutik nach den Grundsätzen der katholischen Kirche